# 地西泮
地西泮（INN：diazepam），化學名苯甲二氮䓬，是苯二氮䓬類（BZD）藥物，常用於治療焦慮症、酒精戒斷症候群、苯二氮䓬类药物戒斷症候群、痙攣、癲癇發作、失眠，和睡眠腳動症。也用於一些外科手術中，促進記憶消失，常見商品名有安定片（注意不是安定文）、煩寧（Valium）。
地西泮化學式為 C16H13ClN2O，可由口服、直腸塞劑、肌肉注射，以及靜脈注射給藥。如果經靜脈注射給藥，藥效大約會於1至5分鐘起作用，可維持至多一小時。口服的藥效會延遲約40分鐘才起作用，作用時間大致與靜脈注射相同。
地西泮的藥效源自於活化γ-氨基丁酸（GABA）的作用，常見副作用包含嗜睡以及運動協調性障礙，嚴重副作用較少見，包含自殺、呼吸減少，過度使用也可能反而增加癲癇發作的機會。偶爾會造成躁動或興奮。長期使用可能導致藥物耐受性、依賴性，減少藥量甚至可能造成戒斷症。長期服藥期間貿然停藥可能會有潛在危險，包括可能維持長達半年的認知障礙。該藥不建議在妊娠或哺乳期間服用。
地西泮最早是由Leo Sternbach所合成，並由羅氏藥廠首次大規模生產。自從1963年本藥被批准以来，它成為了全世界處方用量最大的藥物之一。1968年至1982年期間，本品為銷量最大的藥物。單單在1978年，銷售量就逾20億錠。1985年專利權終止，至今品牌名多達500個。地西泮被列入世界卫生组织基本药物标准清单中。

## 歷史
地西泮由羅氏公司（Hoffmann–La Roche）開發，在1963年獲准使用，它的藥效是較早面世的同類藥物氯氮䓬（或譯甲氨二氮䓬）的大約5倍。地西泮的銷量迅即超越氯氮䓬。其他藥廠看到地西泮的成功，便開發其它新的苯二氮䓬類藥物。
醫學界視苯二氮䓬類藥物較以往常用的巴比妥鹽類藥物更好，因為後者的治療劑量和中毒劑量差距較少（即是稍微過量便容易中毒），且会形成较强的依赖性。過量服用地西泮較不容易引致死亡（不過仍然有人因服用地西泮過量而死亡），但如同時服用其它鎮靜劑或酒類則會增加危險。

## 物理特性
地西泮是白色或黃色結晶狀固體，無氣味，微苦，微溶或不溶於水。
地西泮可吸附在塑膠上。

## 藥理學
此类药物作用于体内抑制性神经递质：γ-氨基丁酸（GABA）的一种受体"GABAA受体复合物"（复合物包含GABA受体，苯二氮䓬类药物受体和一个与GABA受体偶联的氯离子通道），而药物与受体的这种作用诱导GABA受体偶联的氯离子通道加强开放，这样会增加氯离子流入胞内的数量，产生超极化而抑制突触后电位，减少中枢某些重要神经元放电，引起中枢抑制。与酒精，阿片类药物同属于神经抑制剂，可用于缓解酒精的戒断反应，长期使用亦可导致依赖。
地西泮的口服半數致死量在小鼠是720毫克/千克，大鼠是1240毫克/公斤。格林布拉特和他的同事在1978年報導，分別服用了500和2000毫克的地西泮，進入中等深度昏迷的兩名病人，根據在醫院後續的採樣，儘管具有高濃度的地西泮及其代謝產物去甲基地西泮，奧沙西泮，替馬西泮，分別在48小時內出院而沒有任何重要的併發症。

## 藥物動力學
地西泮可口服、靜脈注射、肌肉注射、或以栓劑方式給藥。
地西泮在口服後，迅速被身體吸收，藥效很快開始，以靜脈注射，藥效更快。地西泮經肝臟代謝，其代謝物經腎臟排泄，只有極少量的地西泮沒有被代謝便排泄。
地西泮脂溶性较高，肌肉注射吸收慢而不规则，也不完全，血浓度不稳定，其峰值血药浓度比口服还低，故临床上一般不宜采用肌肉注射的方法给药。

## 醫學上用途
1. 主要用于抗焦虑、镇静催眠，也可用于抗癫痫和抗惊厥。
2. 缓解炎症引起的反射性肌肉痉挛。
3. 治疗惊恐症。
4. 肌紧张性头痛。
5. 麻醉前给药。

## 不良反應
1. 常见：嗜睡、头晕、乏力，大剂量可有共济失调、震颤、顺行性遗忘、认知损害。
2. 罕见：皮疹，白细胞减少
3. 兴奋、多语、睡眠障碍、幻觉。
4. 长期用药可产生依赖性和成瘾性，停药可能产生戒断症状。

## 成癮性及濫用
如服用治療劑量的地西泮達6星期或以上，能產生物質依賴，停藥時可出現脫癮徵狀。如服用更大劑量，可更快產生物質依賴。
當停藥時，劑量應在2至4星期間逐漸減少，以避免脫癮徵狀出現。
地西泮是1971年“精神藥物公約”所管制的物質之一，在世界各地受嚴格管制，例如民眾需經醫生處方取得藥物，供應者需保存準確存貨記錄。法例上，地西泮在臺灣列為第四級毒品，在中國大陆列為第二類精神藥品，在香港列為第一部危險藥物。

## 外部連結
- Roche Pharmaceuticals (AUS) – Valium Product Information
- US National Library of Medicine: Drug Information Portal – Diazepam（页面存档备份，存于）
- Flash animation about how bromazepam works (mechanism of action) （页面存档备份，存于） （页面存档备份，存于）
- .   [2014-07-04]. （原始内容存档于2006-06-28）.